# 坂室バイパス
坂室バイパス（さかむろバイパス）は、長野県茅野市内に位置する全長約4 km（キロメートル）の国道20号バイパスである。

## 概要

### 道路諸元
- 起点：長野県茅野市金沢（のぞみ大橋交差点）

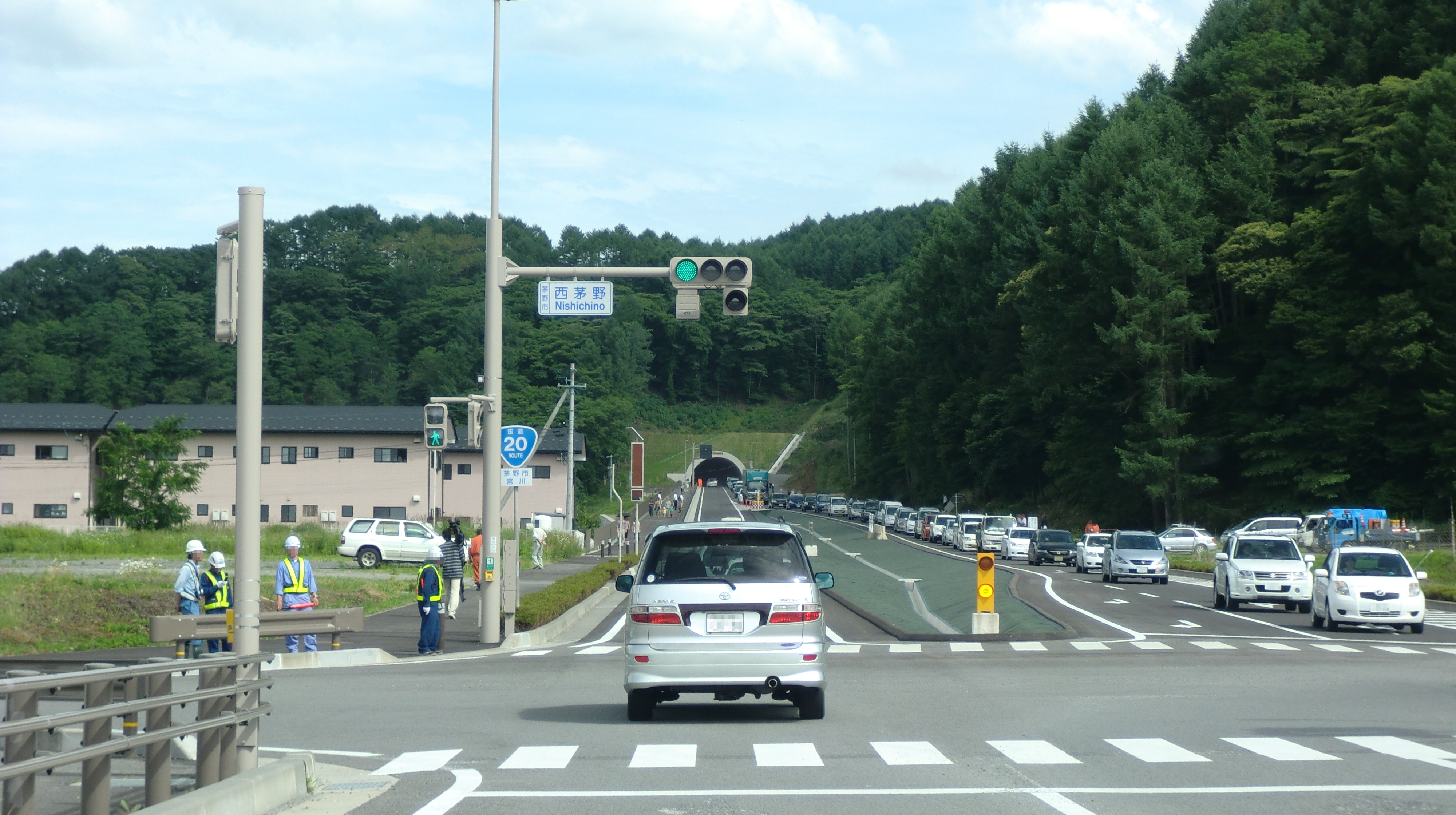
西茅野交差点 奥に見えるのが坂室トンネル

- 終点：長野県茅野市宮川（中河原北交差点）
- 全長：3.7 km
- 道路規格：第3種第2級
- 標準道路幅員：25.0 m
- 車線数：4車線
- 車線幅員：3.5 m
- 設計速度：60 km/h

### 概説
混雑の激しい国道20号旧道の宮川交差点や中河原北交差点を迂回すべく計画された。
整備内容は茅野市金沢 - 同市宮川までのバイパス新設区間（L=2.8 km）と茅野市宮川地内の現道拡幅区間（L=0.9 km）とに分かれ、2011年（平成23年）6月までにバイパス新設区間の全線とおよび現道拡幅区間の一部が暫定2車線ながら開通している。
今後は残る現道拡幅区間において4車線拡幅整備が事業中である。

## 沿革
- 1997年（平成9年）12月25日：都市計画を決定。
- 1998年度（平成10年度）：事業化。
- 2000年度（平成12年度）：用地着手。
- 2002年度（平成14年度）：工事着手。
- 2007年度（平成19年度）：主要構造物となる宮川大橋完成。
- 2007年（平成19年）11月19日：間組の施工により坂室トンネル（L=874 m）工事着手。
- 2008年（平成20年）5月12日：バイパス新設区間のうち西茅野土地区画整理事業区内-茅野交差点（L=0.9 km）が暫定2車線で開通。
- 2009年（平成21年）10月2日：坂室トンネル貫通。
- 2011年（平成23年）6月26日：バイパス新設区間のうちのぞみ大橋交差点 - 西茅野土地区画整理事業区内（L=1.9 km）が暫定2車線で開通し、これを以って新設区間は全線開通したほか、現道拡幅区間のうち茅野交差点 - 茅野郵便局前交差点（L=0.2 km）において歩道が設置された。
- 2015年（平成27年）4月1日：国道現道区間のうち坂室トンネル交差点 - 宮川坂室交差点間が茅野市道5ブロック1168号線に、宮川坂室交差点-茅野交差点間が県道払沢茅野線にそれぞれ移管され、当該バイパスが国道現道へ変更。

## 旧坂室バイパス
茅野市金沢の木舟橋付近から宮川坂室交差点までの、宮川左岸の丘陵部を超える区間。旧来の国道20号は宮川右岸をそのまま北上して宮川坂室交差点に至る路線であったが、そのバイパスとして現道が整備された際の名称も「坂室バイパス」という名前であった。現在旧国道20号の早川橋付近から宮川坂室交差点までの区間は、県道197号払沢茅野線の一部となっている。